# Eugenia salomonica
Eugenia salomonica là một loài thực vật có hoa trong Họ Đào kim nương. Loài này được G.T.White mô tả khoa học đầu tiên năm 1951.